# Enneaphyllus aeneipennis
Enneaphyllus aeneipennis is een keversoort uit de familie van de boktorren (Cerambycidae). De wetenschappelijke naam van de soort werd in 1877, samen met die van het geslacht, gepubliceerd door Charles Owen Waterhouse.